# 山川大山
山川大山（やまがわおおやま）は、鹿児島県指宿市の大字。旧頴娃郡山川郷大山村、揖宿郡山川村大字大山、揖宿郡山川町大字大山。人口は1,010人、世帯数は415世帯（2010年10月1日現在）。郵便番号は1400番地から1717番地までは891-0614、その他は891-0514である。

## 地理
指宿市の南部、鰻池の南岸に位置している。字域の北方から東方にかけて山川利永、西方には山川小川、山川成川、山川浜児ケ水、東方には開聞仙田、南方には山川岡児ケ水、開聞川尻にそれぞれ隣接している。
字域の南部を国道226号、指宿枕崎線が並行して東西に通っており、指宿枕崎線の駅としては大山駅及び、「JR日本最南端の駅」である西大山駅が設置されている。国道226号の長崎鼻交差点から鹿児島県道242号川尻浦山川線が南方向に通っており、字域の中部を鹿児島県道241号大山開聞線が東西に通っている。
字域の北部には鷲尾岳、中部には辻之岳がある。主に畑作を中心とした農業地域である。

### 湖沼
- 鰻池

### 山岳
- 鷲尾岳
- 辻之岳

## 歴史

### 町村制施行まで
大山という地名は江戸時代より見え、薩摩国頴娃郡山川郷（外城）のうちであった。村高は「天保郷帳」では1,627石余、「旧高旧領取調帳」では940石余であったと記載されている。

### 町村制施行以後
1889年（明治22年）の町村制施行により江戸時代の山川郷の区域より山川村が設置され、それまでの大山村は山川村の大字「大山」となった。また、大山村は頴娃郡の区域内であったが、山川郷のうち岡児ヶ水村、大山村以外の村は揖宿郡に属していたため、町村制施行以後は揖宿郡に属することとなった。1930年（昭和5年）には山川村が町制施行し、山川町の大字となった。
1960年（昭和35年）3月22日に日本国有鉄道指宿線（現在の指宿枕崎線）の山川駅から西頴娃駅までの区間が開通し、字域内には大山駅及び西大山駅の2駅が設置された。
2006年（平成18年）1月1日に山川町が指宿市及び開聞町と新設合併し、新制の指宿市となり、大字名はそれまでの大字名に自治体の名称を冠したものに改称することとなり、大字大山は指宿市の大字「山川大山」となった。

## 施設
郵便局
- 大山郵便局

宗教施設
- 大山神社

## 小・中学校の学区
市立小・中学校に通う場合、学区（校区）は以下の通りとなる。
| 大字     | 地区 | 小学校             | 中学校             |
| -------- | ---- | ------------------ | ------------------ |
| 山川大山 | 全域 | 指宿市立山川小学校 | 指宿市立山川中学校 |

## 交通

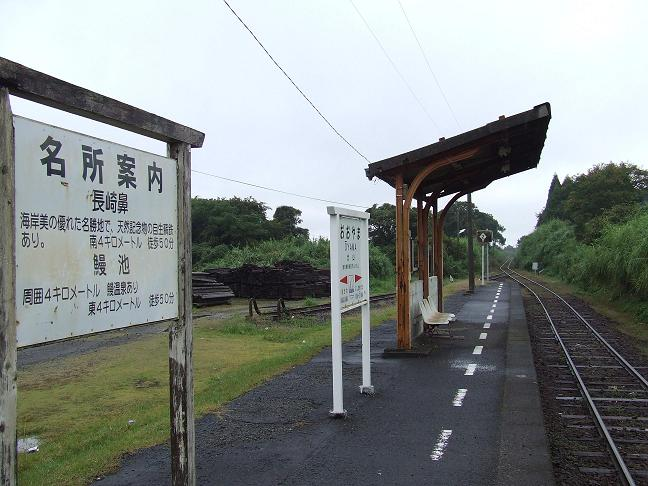
大山駅

### 道路
国道
- 国道226号

県道
- 鹿児島県道241号大山開聞線
- 鹿児島県道242号川尻浦山川線

### 鉄道
九州旅客鉄道指宿枕崎線
- 大山駅 - 西大山駅
西大山駅は2003年以降「JR日本最南端の駅」であり、1960年の開業から沖縄都市モノレール線が開通する2003年までは西大山駅以南の日本国内に駅が存在しなかったことから、「日本最南端の駅」であった。